# سالتسجوبادن
سالتسجوبادن هي بلدة تقع في بلدية ناكا بمحافظة ستوكهولم السويد بلغ عدد سكانها 9491 سنة 2010 ، وتقع على ساحل بحر البلطيق.

## صور

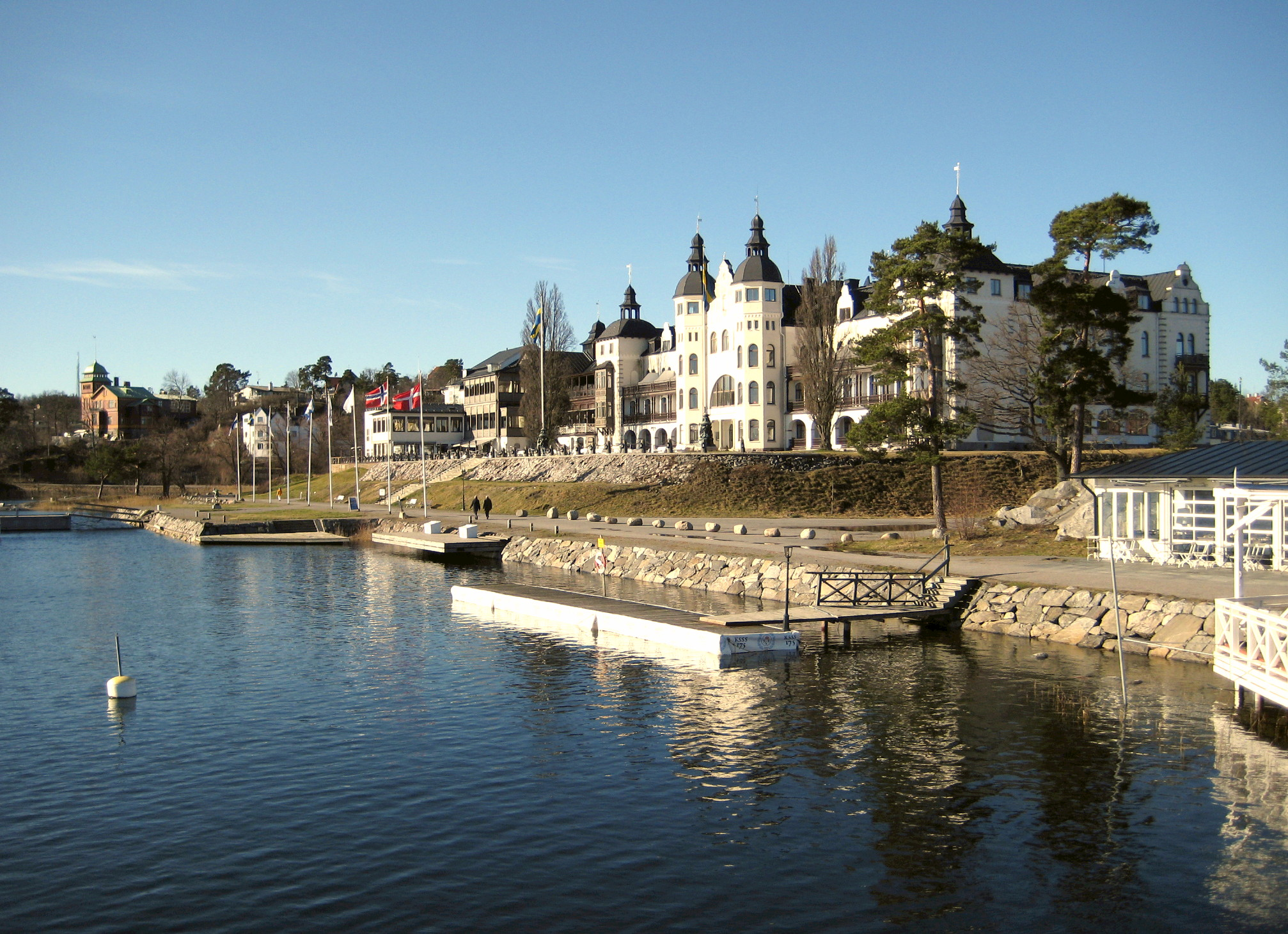
الفندق الكبير بسالتسجوبادن
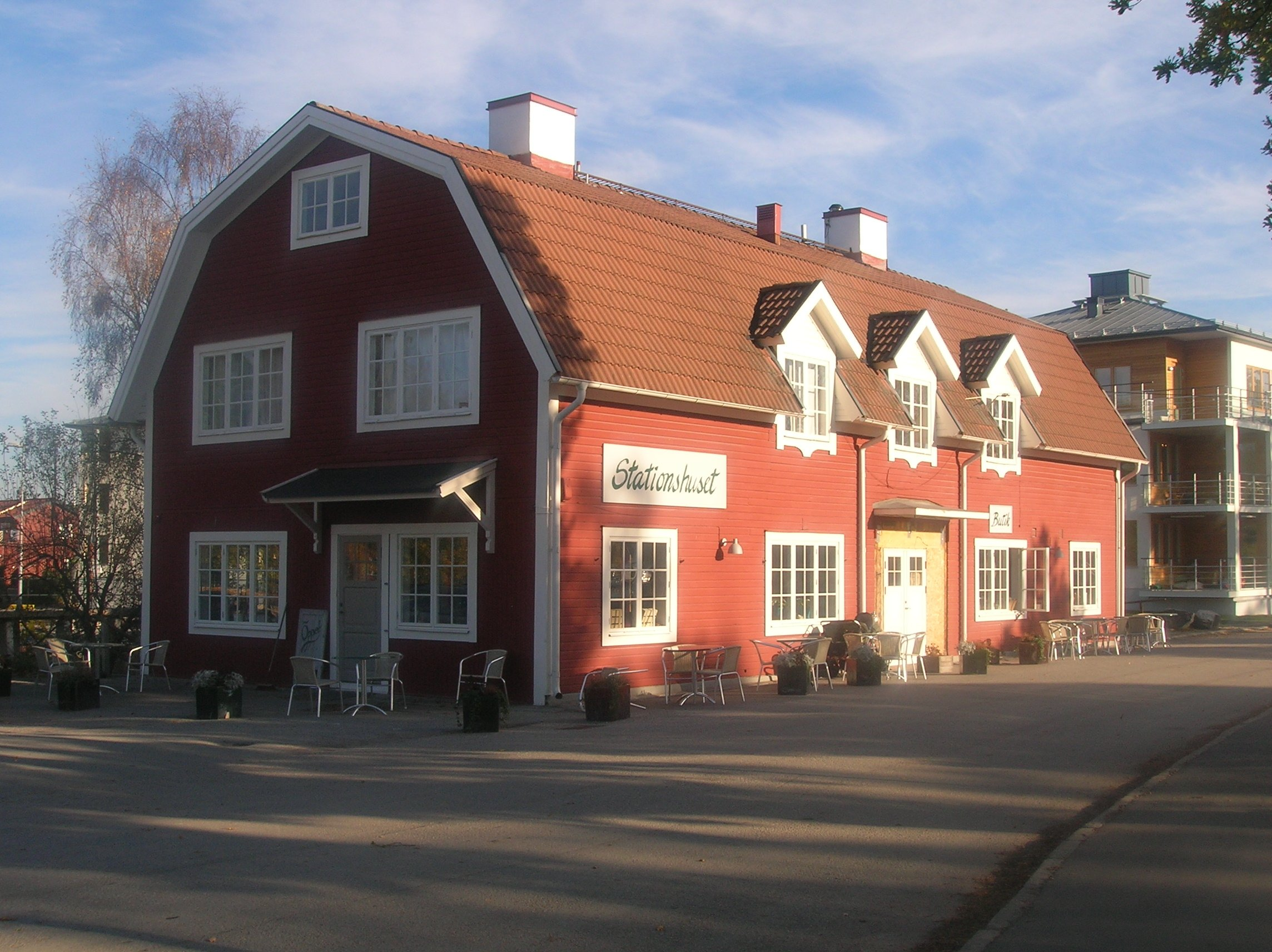
منزل المحطة في سالتسجوبادن

## أعلام
- هيليني شييرفبك
- سيمون أسبلين
- كارل جيرهارد